# Bir Chouhada
Pour les articles homonymes, voir Levasseur.
Bir Chouhada anciennement appelé Levasseur est une commune de la wilaya d'Oum El-Bouaghi en Algérie.

## Géographie

### Localités de la commune
La commune de Bir Chouhada est composée de 8 localités :
- Centre Bir Chouhada
- Hamour
- Chouf
- Aghled
- Sedjra
- Henchir
- Tarf
- Azerou